# Tomás Reyes
José Tomás Reyes Vicuña (Santiago, 6 de octubre de 1914-6 de enero de 1986), fue un arquitecto y político demócrata-cristiano chileno. Durante su trayectoria como parlamentario se desempeñó como diputado por la 7ª Agrupación Departamental de Santiago por tres periodos consecutivos entre 1949 y 1965, posteriormente fue senador por la provincia de Santiago (1965-1973), ejerciendo la presidencia del Senado en dos periodos (1965-1966 y 1966).

## Primeros años de vida
Fue hijo de Tomás Reyes Prieto y Ana Luisa Vicuña Pérez. Estudió en el Colegio San Ignacio de Santiago y luego en la Pontificia Universidad Católica de Chile, donde se tituló de arquitecto en 1935, con la presentación del proyecto "Urbanización de El Golf".

### Matrimonio e hijos
Contrajo matrimonio en Santiago el 28 de julio de 1944, con Carmen Raquel Vergara Mackenna, con quien tuvo seis hijos.

## Desarrollo profesional
En el área profesional tuvo una trayectoria destacada con varios concursos públicos, ganando licitaciones de construcciones como el Consistorial de la Municipalidad de Ñuñoa, la casa de ejercicios de Padre Hurtado, el Colegio San Ignacio de Avenida Pocuro, entre otros. Realizó importantes obras en barrios residenciales, el Banco de Chile, Los Leones, el Balneario de Tejas Verdes, residencias particulares en la capital, Concepción y Chillán.
En el extranjero tuvo también gran importancia, como en la concepción y ejecución del Noviciado Loyola de Panamá. Por otra parte se dedicó a actividades agrícolas en el fundo familiar "El Rancho de San José" de la zona de Colchagua.

## Actividades públicas
Ingresó al Partido Conservador (PCon) en 1932 y luego fue miembro fundador de la Falange Nacional (1938); y en 1950 fue presidente de ella. En 1957, se afilió al Partido Demócrata Cristiano (PDC), del que fue, en varias ocasiones presidente; y ocupó nuevamente este cargo, en 1980.
Luego fue elegido regidor por Santiago (1944-1947).
Fue diputado por el 1.er Distrito Metropolitano de Santiago (1949-1953); integró la comisión permanente de Vías y Obras Públicas; la de Constitución, Legislación y Justicia, y la de Hacienda.
Fue elegido diputado por el 3.er Distrito Metropolitano de Puente Alto (1957-1961); integró la comisión permanente de Minería e Industrias; Vivienda y Obras Públicas; y la de Presupuestos.
Diputado por el 3.er Distrito Metropolitano de Puente Alto (1961-1965); integró la comisión permanente de Relaciones Exteriores; Vivienda y Obras Públicas; y la de Hacienda.

Entre las mociones promovidas por Tomás Reyes en la Cámara de Diputados, que se convirtieron en Ley de la República, están:
- Ley N.°9.429, sobre franquicias de internación del material para el Matadero Municipal "Lo Valledor".
- Ley N.°11.602, relativo a concesión de préstamos para la construcción de viviendas, por la Caja Nacional de Ahorros a empleados de empresas de utilidad pública.

Viajó a Estados Unidos (1962), como invitado del Departamento de Estado.
Senador por Santiago (1965-1973); figuró en la comisión permanente de Salud Pública; la de Obras Públicas; la de Defensa Nacional y la de Economía y Comercio.
Presidente del Senado (1 de junio de 1965-3 de agosto de 1966). Presidente del Senado (17 de agosto de 1966-7 de diciembre de 1966).
Miembro de la Delegación de Chile a la 21.ª Asamblea General de las Naciones Unidas, celebrada en Nueva York (1967).
Miembro del Instituto Norteamericano de Arquitectos en 1965, y fue consejero del Colegio de Arquitectos de Chile.
Socio de la Sociedad Nacional de Agricultura. En (1978) fue relegado a Codpa, un pueblo ubicado en el Desierto de Atacama, por sus actividades políticas en oposición a la dictadura militar.

A la fecha de su fallecimiento, en Santiago, Chile, el 6 de enero de 1986, era vicepresidente de la Organización Demócrata Cristiana para América Latina, ODCA.

## Historial electoral

### Elecciones parlamentarias de 1965
- Elecciones parlamentarias de 1965 a Senador por la Cuarta Agrupación Provincial, Santiago Período 1965-1973 (Fuente: Dirección del Registro Electoral, Domingo 7 de marzo de 1965)